# フォンキステン

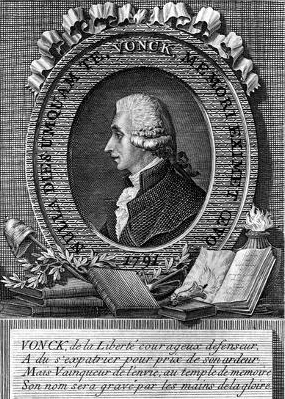
ヤン・フランス・フォンクの肖像画、1791年。

フォンキステン（オランダ語: Vonckisten）はヤン・フランス・フォンク率いる、ブラバント革命の一派。より保守的なスタティステンと敵対した。

## 歴史
フォンキシュツは1780年代の秘密結社「祭壇と炉のために」に由来、1789年までに政治派閥に発展した。フォンキステンはフランス革命をモデルとする人民政府の成立を呼び掛けた。1790年1月にベルギー合衆国が成立した後、フォンキステンはスタティステンに反教会的と批判され、その多くが「夏の恐怖」と呼ばれる事件の最中に群衆に虐殺され、フォンクもフランスに追放された。